# Tablas de indiferencia
Las tablas de indiferencia son uno de los instrumentos utilizados en la teoría del consumidor para el establecimiento del equilibrio del consumidor individual.
Las tablas de indiferencia representan la expresión cuantitativa de los gustos y preferencias del consumidor individual. Responde a las determinantes subjetivas de este. 
Cada tabla de indiferencia expresa una serie de combinaciones de bienes x e y indistintas (canasta de satisfactores), que le son "indiferentes" de obtener y, en su caso, adquirir, por la satisfacción que real o supuestamente espera de cualquiera de ellas. Cada tabla de indiferencia expresa una serie de combinaciones de bienes (x e y) indistintas, que le son indiferentes de obtener, y, en su caso, consumir, por la satisfacción que real o supuestamente espera de cualquiera de ellas. Son opciones, no flujos sucesivos. 
Las tablas de indiferencia son graficadas con las llamadas "curvas de indiferencia".

## Curva de indiferencia
Una curva de indiferencia es la expresión geométrica de una tabla de indiferencia; es decir, que las distintas combinaciones indiferentes de bienes que el sujeto ha seleccionado, pueden ser expresadas a través de una secuencia de puntos geométricos en un plano de coordenadas cartesianas. Expresa lo que un individuo estaría dispuesto a adquirir de ambos bienes para ajustarse a su plan de consumo, en el que se materializan sus expectativas de satisfacción de necesidades, según la intensidad de las mismas. Indican lo que el consumidor está dispuesto a consumir de ambos bienes, y por lo tanto, son opciones 'aceptables' para el usuario. No implica necesariamente que estas sean posibilidades reales, ya que esto último dependerá de su interacción con el medio, los precios y medios de pago (ingreso) con que cuente.
Al conjunto de curvas de indiferencia graficadas en el plano de coordenadas cartesianas, se les denomina 'mapa de indiferencia'.
Para graficar cada tabla, se debe marcar cada pareja de valores (x,y) sobre el eje coordenado o mapa de indiferencia. Cada punto, en el espacio geométrico tiene su propio valor de "x" con respecto a "y"; y a la inversa, es decir, cada punto también tiene su propio valor de "y" con respecto a "x". 
Cuando se termina de marcar en el eje, se une cada uno de los puntos indicados, con una línea continua. Se supone que entre punto y punto existen valores (x,y) que no están explícitamente indicados en la tabla, pero que sí existen realmente, como posibilidades - combinaciones [ de bienes "x" y de "y". La línea continua indicará la primera curva de indiferencia, denominada por ejemplo, curva de indiferencia A.

### Características de las curvas de indiferencia
1. Son descendentes o decrecientes de izquierda a derecha. Se comportan de esa manera porque cada una muestra diferentes combinaciones de bienes que son indiferentes para el sujeto a lo largo de toda ella. Representa un mismo nivel de satisfacción, per sólo uno.
2. No pueden cruzarse o intersecarse. No pueden intersecarse porque no cumplirían el principio de racionalidad económica.
3. Son convexas al origen.